# Бочанцева, Зинаида Петровна
Зинаида Петровна Бочанцева (10 октября 1907 — 17 августа 1973, Ташкент) — советский ботаник, цитолог и эмбриолог. Доктор биологических наук, профессор Ташкентского университета, заведующая цитолого-эмбриологическим отделом Ботанического сада АН УзССР.

## Путь в науке
В 1930 году закончила биологическое отделение Средне-Азиатского государственного университета (САГУ).
В 1930—1933 годах участвовала в экспедициях по изучению флоры Средней Азии. Вела исследовательскую работу в области изучения морфологии, цитологии и биологии дикорастущих растений, прежде всего тюльпанов. Автор более 50 научных работ, в 1960 году защитила докторскую диссертацию на тему «Тюльпаны. Морфология, цитология и биология», результаты которой вошли в монографию «Тюльпаны. Морфология, цитология и биология», опубликованную в 1962 году и переведённую в 1982 году на английский язык.
Описала 6 новых для науки видов тюльпанов:
- Tulipa vvedenskyi Botschantz. [2] — Тюльпан Введенского
- Tulipa affinis Botschantz. [3] — Тюльпан родственный
- Tulipa butkovii Botschantz. — Тюльпан Буткова
- Tulipa anadroma  Botschantz. — Тюльпан вверхстремящийся
- Tulipa tschimganica Botschantz. — Тюльпан чимганский
- Tulipa uzbekistanica Botschantz. & Sharipov — Тюльпан узбекистанский

В 1950—1960-х годах Зинаида Петровна активно работала по отбору наиболее декоративных природных форм тюльпанов и над созданием межвидовых гибридов и гибридов с участием садовых тюльпанов. Уникальные сорта Люба Шевцова (класс 12) и Материнская Слава (класс 13) были получены путём отбора из луковиц, собранных в местах естественного обитания. Сорт Восход Солнца (известный за пределами России как 'Sunrise', класс 12), был получен путём внутривидовой гибридизации. Широкую известность, а также золотую, серебряную и бронзовую медали ВДНХ получили ряд гибридных сортов селекции Бочанцевой, среди них:
- Аистёнок (класс 12)
- Алые паруса (класс 3)
- Аметист (класс 12)
- Аэлита (класс 12)
- Бармалей (класс 5)
- Бахор (класс 12)
- Вольница (класс 5)
- Восток-1 (класс 12)
- Восход Солнца (класс 12)
- Восьмое Марта (класс 12)
- Глетчер (класс 5)
- Икар (класс 5)
- Лунник (класс 12)
- Люба Шевцова (класс 12)
- Людмила (класс 13)
- Материнская Слава (класс 13)
- Надира (класс 5)
- Нимфа (класс 12)
- Новелла (класс 12)
- Памир (класс 5)
- Профессор И. А. Райкова (класс 12)
- Русалка (класс 5)
- Скрябин (класс 5)
- Чукотка (класс 5)

Награждена орденами Ленина и Трудового Красного Знамени,
Похоронена на Боткинском кладбище Ташкента

## Избранные труды

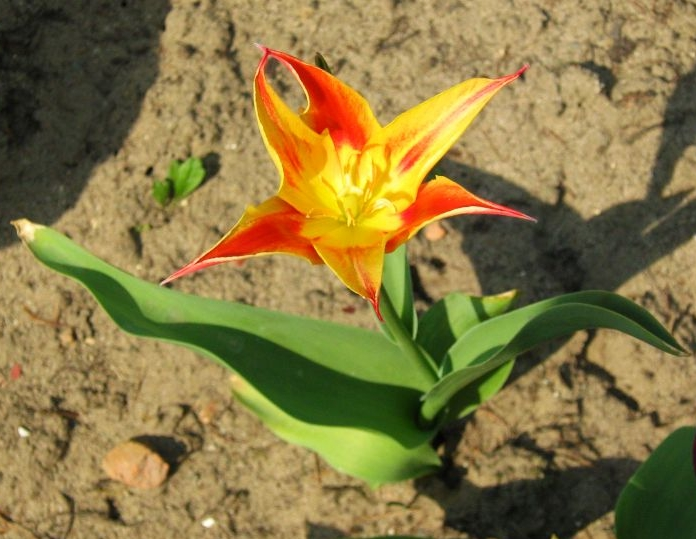

- К вопросу о стадийном развитии многолетних растений. // Труды Института ботаники АН Узбекской ССР, том 1, 1952.
- Тюльпаны и их культура в Ташкенте. Реферат работ АН УзССР, внедряемых в народное хозяйство. — Ташкент: Изд. АН УзССР, 1955.
- Онтогенез тюльпанов. // Труды института ботаники АН УзССР, вып. 5, 1956.
- Тюльпаны. Морфология, цитология и биология. — Ташкент: Изд. АН УзССР, 1962. — 408 с.
- Botschantzeva, Z. P. Tulips: taxonomy, morphology, cytology, phytogeography and physiology (англ.). — CRC Press, 1982. — P. 120. — ISBN 9061910293.

## Растения, названные в честь
- Тюльпан Зинаиды (Tulipa zenaidae Vved.)[6]
- Тюльпан Бочанцевой (Tulipa botschantzevae S.N.Abramova & Zakalyabina)[7] .